# Olympische Jugend-Sommerspiele 2010/Teilnehmer (Brunei)
| Gelbes Symbol für Goldmedaillen mit stilisierten Olympischen Ringen | Graues Symbol für Silbermedaillen mit stilisierten Olympischen Ringen | Braundes Symbol für Bronzemedaillen mit stilisierten Olympischen Ringen |
| ------------------------------------------------------------------- | --------------------------------------------------------------------- | ----------------------------------------------------------------------- |
| —                                                                   | —                                                                     | —                                                                       |

Die Jugend-Olympiamannschaft aus Brunei für die I. Olympischen Jugend-Sommerspiele vom 14. bis 26. August 2010 in Singapur bestand aus drei Athleten.

## Athleten nach Sportarten

### Leichtathletik
Mädchen
- Maziah Mahusin
400 m Hürden: 16. Platz

### Schwimmen
| Mädchen - Amanda Liew 50 m Freistil: 33. Platz 50 m Brust: 20. Platz | Jungen - Jeremy Joint Riong 50 m Schmetterling: 19. Platz 100 m Schmetterling: 35. Platz |